# ストロムネス
ストロムネス（英語: Stromness 地元では [ˈstrʌmnɪs]ストラムニス）は、スコットランドのオークニー諸島第2の人口集積地。メインランド島の南西に位置する。この町を中心に小教区がバラを形成する。古ノルド語: Straumnes あるいは Stromnes ノルン語が語源とされる。

## 語源

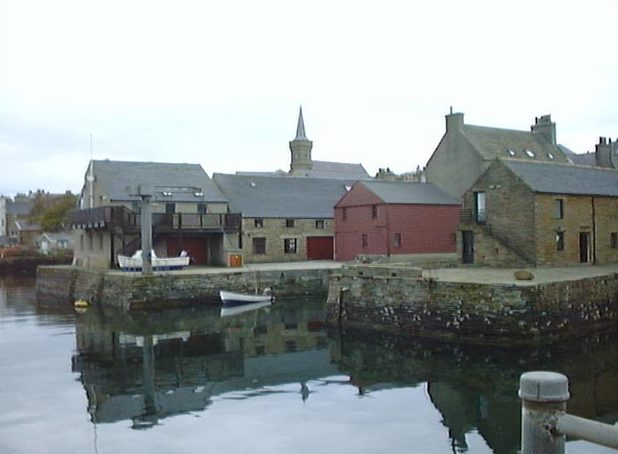
ストロムネスの船着場

「ストロムネス」という地名の起源は、古ノルド語を使ったノース人が呼んだ〈ストラウムネス〉Straumnes にある。周辺の地形は、町の沖のホイ海峡（Hoy Sound）というStraumr〈強い海流〉がNes（ネス岬）に回り込んでおり、地名には、Straumr＋Nesすなわち潮の流れに突き出した岬の様子が反映した。バイキングの時代にはハムナボーと呼ばれる停泊地があった。

## 市街地

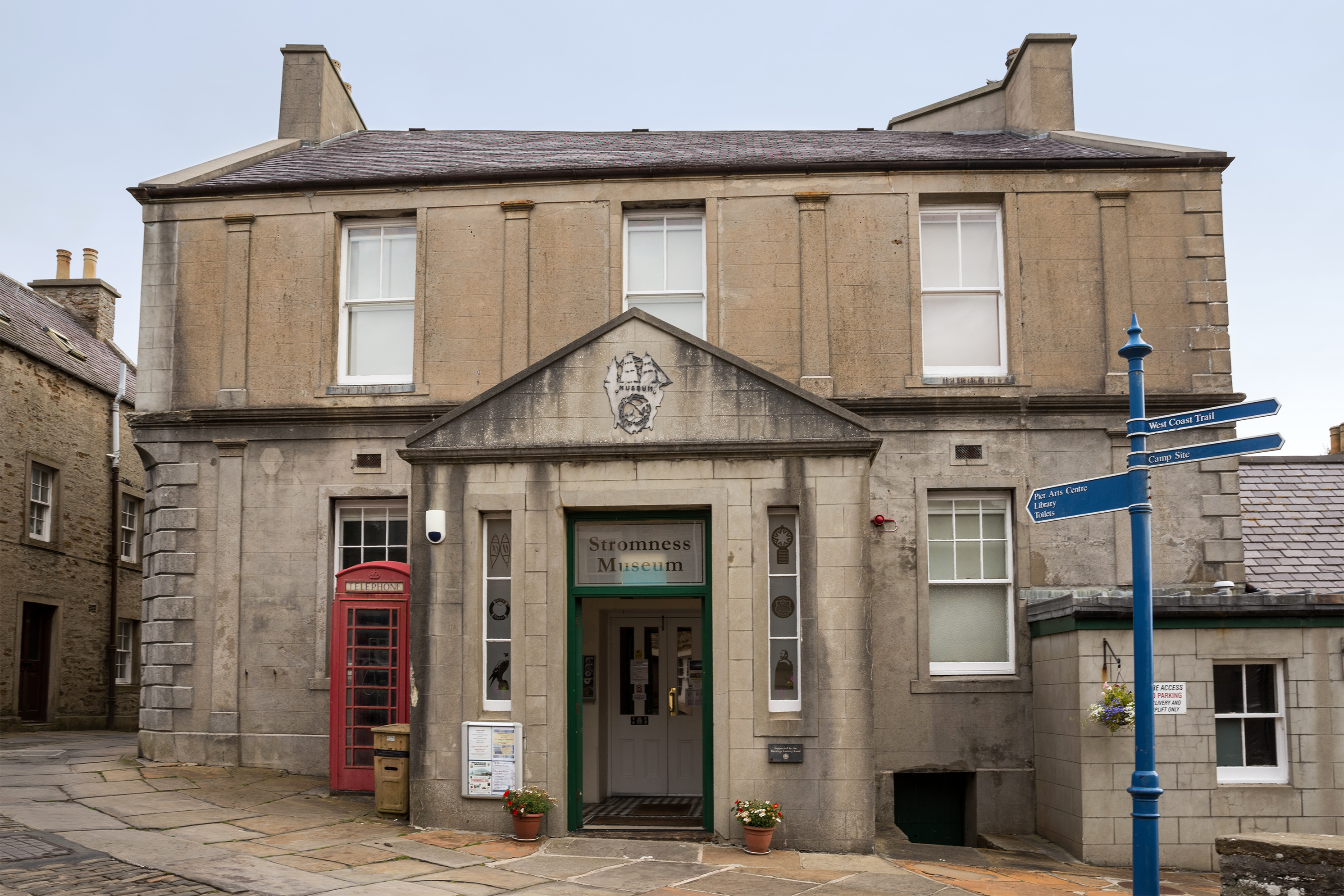
ストロムネス博物館

古代から続く港湾ストロムネスの住民はおよそ2500人。旧市街は曲がりくねった特徴的な表通り沿いに発展し、そこから枝分かれした路地や小路をはさんで建ち並ぶ民家や店舗は、地域で切り出した石で築いてある。スコットランド本土との交通網はフェリーを運航し、北海岸のスクラブスター（英語）と結ぶ。
初めて16世紀の記録に現れたストロムネスには宿が1軒あったと書かれた。17世紀後半にイギリスとフランスが戦争を交わすと、イギリス海峡を迂回する商船にとって重要な港となり、定期的に捕鯨船団とハドソン湾会社の船舶が入港した。この地域出身のオークニー人の多くは、職業が商人や探検家、船員であった。クック船長が率いたハワイ諸島遠征にはディスカバリー号、レゾリューション号という船が参加し、クック船長が殺害されたのちの1780年、両船はこの港に寄港してから母港へ戻った。ストロムネス港は1893年に再建され、ジョン・バロンの設計が採用された。
街の歴史を記録するストロムネス博物館（英語）は、たとえば展示する捕鯨産業の遺物が特筆に値する。他にイヌイット工芸品なども鑑賞でき、これらは地元の人々が仕事で訪れたグリーンランドとカナダ北極圏（英語）から持ち帰った、いわばお土産である。市内巡りをすると多数の建物は装飾にクジラの骨を使った、珍しい特徴を示す。

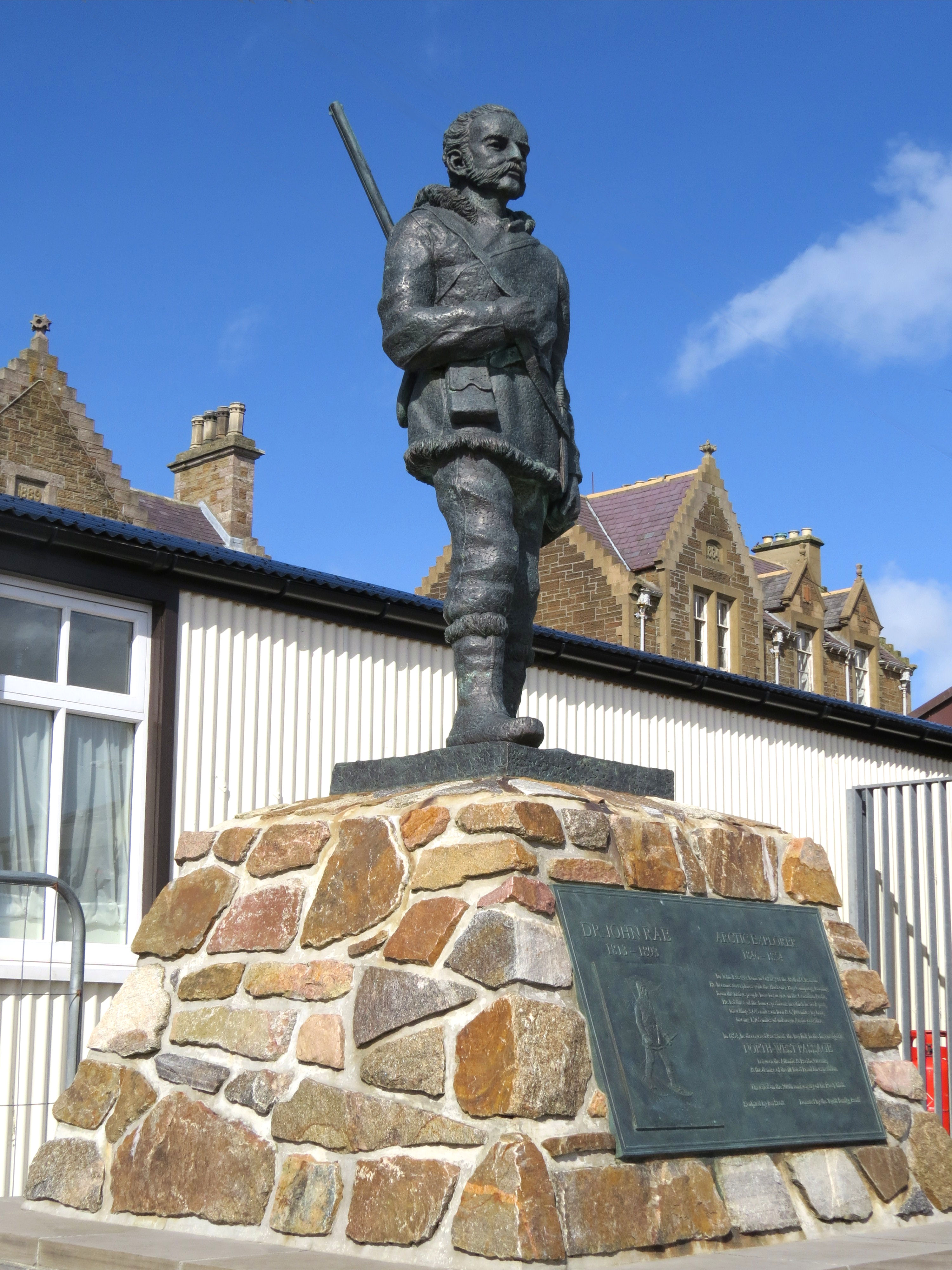
探検家ジョン・レイの記念像

その埠頭に立つジョン・レイ記念像は2013年に除幕された。ノース・ロナルドセー島出身の彫刻家イアン・スコットが手がけ、レイの功績を伝える銘板には「北西航路の最末端を発見して航行可能にした人物」と刻んである。

## 教区

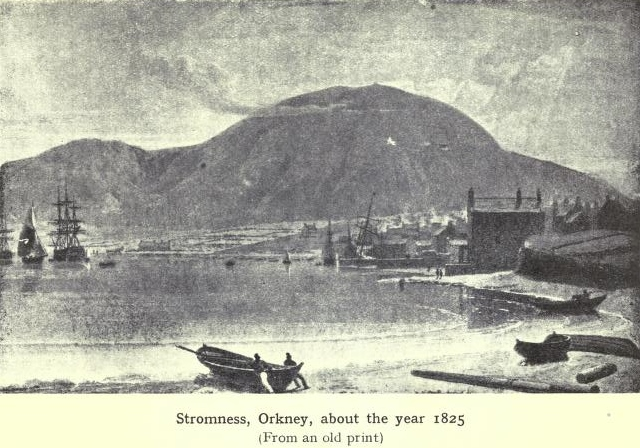
港の風景（1825年）

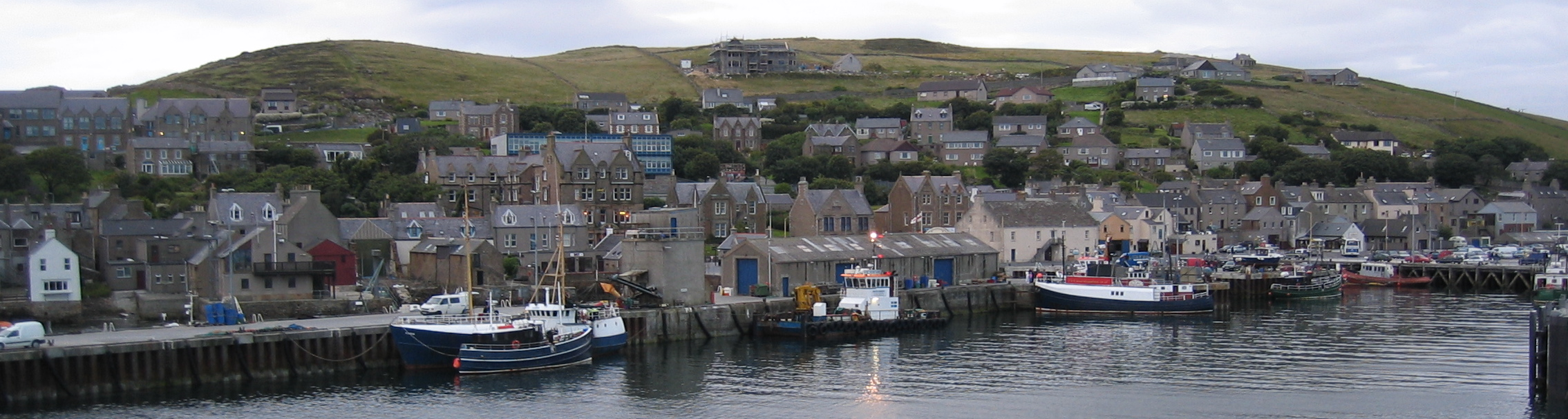
ストロムネス港

ストロムネスの教区はオークニー諸島メインランド島の5マイル (8キロメートル)×3.75マイル (6キロメートル)の土地に加えて、ホイ島とグレムセー島（Graemsay）を管轄する。本島の西は大西洋に、南と南東はホイ海峡に、北東はステネス湖（Loch_of_Stenness）に接している。
ホイ海峡の西の入り口に立つブレックネス館（Breckness_House）（英語）は1633年にオークニー諸島を管轄した司教ジョージ・グレアム（George Graham）（英語）が建てた公館である。これに加え、島の古建築には司教館と町の中心の間に位置する修道院の遺跡、中世以前の墓地を守る教会の廃墟がある。

## メディアと芸術
オークニー市立図書館公文書館のストロムネス分館の建物は、図書館に使うようにと1905年にMarjory Skea（結婚後の苗字はCorrigall）から寄贈された。
ピア美術センターが展示する20世紀イギリスの一連の美術品は、マーガレット・ガーディナー (美術品蒐集家)などから寄付を受けた。
ピーター・マクスウェル・デイビス卿のピアノ曲『Farewell to Stromness』は題名に「ストロムネス」の名前を用いた。一帯で計画されたウラン鉱山開発に抗議する楽曲『イエローケーキの評価』を構成する間奏曲であり、ここで言う「イエローケーキ」とはウラン鉱石の精錬過程の初期に生じる粉末を指す。楽曲の初演の機会は1980年の『聖マグナス音楽祭』であり、作曲家自身が6月21日にストロムネス・ホテルで演奏した。同年後半、ウラン鉱山開発は中止された。
ドイツ生まれの彫刻家で文筆家のヘルベルト・ヴェッタラウアーにも、『ストロムネス』（2009年）という小説がある。

### 著名な出身者
この町で生まれた作家のジョージ・マッケイ・ブラウンは Newbattle Abbey College（英語）ならびにエディンバラ大学在学中を除くと、人生のほとんどを郷里で過ごした。『聖マグナス音楽祭』の創設に尽力し、デイビス卿に委嘱されてオペラのリブレットを書いた人物である。町を舞台にした詩『ハムナヴォエ』（英語）は、地元で郵便配達員を務めた父ジョンに捧げた一節を含む。作家の墓所はホイ海峡を見下ろす町営墓地にある。
造園家シルビア・ウィシャートも地元出身、前出の小説家ブラウンとは近所同士であった。

## 地質
大西洋に面して高さ100–500フィート (30–152 m) の崖が連なり、ホイ海峡側は肥沃な低地帯が分布する。岩石は上述のウラン鉱脈を含めて地質学的に大きな関心の的である。また地名が普及した契機は、福音主義の地質学者ヒュー・ミラーの著書『The Footprints of the Creator or The Asterolepsis of Stromness』（1849年刊、仮題：『創造主の足跡またはストロムネスのAsterolepsis 』）であった。